# Heidi Van De Vijver
Heidi Van De Vijver (Bornem, 31 december 1969) is een Belgisch voormalig professioneel wielrenster. Ze reed het grootste deel van haar carrière voor de damesploeg van Topsport Vlaanderen. Ze werd in 1988 Belgisch kampioen bij de junioren. In 1994 en 1998 werd ze nationaal kampioen bij de elite en in 1999, 2000 en 2001 op de tijdrit. Ze werd twee keer derde in de Tour de Cycliste Féminin van 1992 en 1993. In 1993 won ze de Tour de la C.E.E.
Haar vader en neef, Paul Van De Vijver en Frank Van De Vijver, waren ook wielrenners.

## Carrière

### Begin
Voor haar carrière werkte ze in een plasticfabriek. Ze ging deeltijds werken om meer te kunnen trainen.

### Belangrijke prestatie

#### Deelname Olympische spelen
Van De Vijver nam tweemaal deel aan de Olympische Spelen. Op de Olympische Spelen van 1996 (Atlanta) eindigde ze als 20e op de wegrit. Op de Olympische Spelen van 2000 (Sydney) werd ze 8e, tevens op de wegrit. Zelf zegt ze dat ze wat hoger kon eindigen indien ze in de laatste bocht geen problemen ondervond bij het afnemen van haar bril.

#### Tour de Cycliste Féminin
Tijdens de Tour de Cycliste Féminin van 1992 ontdekte ze voor het eerst dat ze goed was in het klimwerk. Ze werd uiteindelijk derde.
Tijdens de Tour de Cycliste Féminin van 1993 werd Heidi Van De Vijver tweede in de koninginnenrit met onder meer een beklimming van de Tourmalet na Leontien Van Moorsel. In de laatste etappe werd ze derde op de aankomst op Alpe d’Huez. Door deze uitstekende resultaten werd ze ook derde in het eindklassement.

#### Tour de la Communauté européenne
Bij aanvang van de Tour de la C.E.E. van 1993 startte Van De Vijver voor het eerst als kopvrouw met een volledig Belgisch team. De anderen in het team waren Kristel Werckx, Anne-Marie Cooreman, Vanja Vonckx, Anja Lenaers en Godelieve Janssens. Tijden de tweede etappe valt Van De Vijver aan op meer dan honderd kilometer van het einde en komt solo aan. Ze wint de etappe en pakt vanaf hier ook de leiderstrui die ze niet meer afstaat.

### Prof

Overwinning van Heidi Van De Vijver tijdens het BK wielrennen op de weg voor dames in 1994, Binche (Maurice Terryn, collectie KOERS. Museum van de Wielersport)

De zege in de Tour de la C.E.E. zorgde voor meer aandacht voor vrouwenwielrennen. Ook bij de Belgische Wielerbond. Een jaar later krijgt Van De Vijver samen met Patsy Maegerman en Anne-Marie Cooreman voor het eerst een profstatuut bij de ploeg Vlaanderen 2002. De ploegleider was Christel Herremans, Sponsor Remi De Moor en manager Fons Leroy. Omdat het de eerste profploeg was, bestond het statuut van prof eigenlijk nog niet, waardoor ze alle drie feitelijk amateurs bleven. De contracten zorgden er wel voor dat ze de mogelijkheid hadden om hun job op te zeggen en volop te gaan voor hun wielercarrière. Voor 1995 was Van De Vijver afhankelijk van privésponsors om materiaal te kunnen voorzien en ook genoeg te kunnen trainen. Heidi Van De Vijver vertrok in 1996 bij de ploeg door een conflict met coach Herremans dat ze maar niet kregen bijgelegd. Ze vormde daarop een tweemansploeg met Vanja Vonckx. In 1998 keerde ze terug naar Vlaanderen 2002-RDM, dat in 1999 Vlaanderen 2002 Ladies Team zou heten.

### Einde
In 2004 liep Van De Vijver een open elleboogbreuk op wat het einde van haar carrière betekende. Dat doping ook haar weg naar het vrouwenpeloton had gevonden speelde ook z'n rol.

## Post wielercarrière
Heidi Van De Vijver had in 2015 een eigen vrouwenploeg genaamd Lensworld-Zannata. Ze geeft toe dat het financieel moeilijk was om een ploeg staande te houden en dat het in haar voordeel speelde dat ze bekend was in de wielerwereld. Het aangenaamste aan deze job vindt ze ‘het racen’ in de volgwagen en de daarbij horende adrenaline.
Ze is nu sportdirecteur bij Plantur-Pura, een Belgische vrouwenploeg in het wielrennen. Ze werd aangeworven op basis van haar ervaring als renster én als ploegleidster.
Haar hobby's zijn auto- en motorracen.

## Erelijst

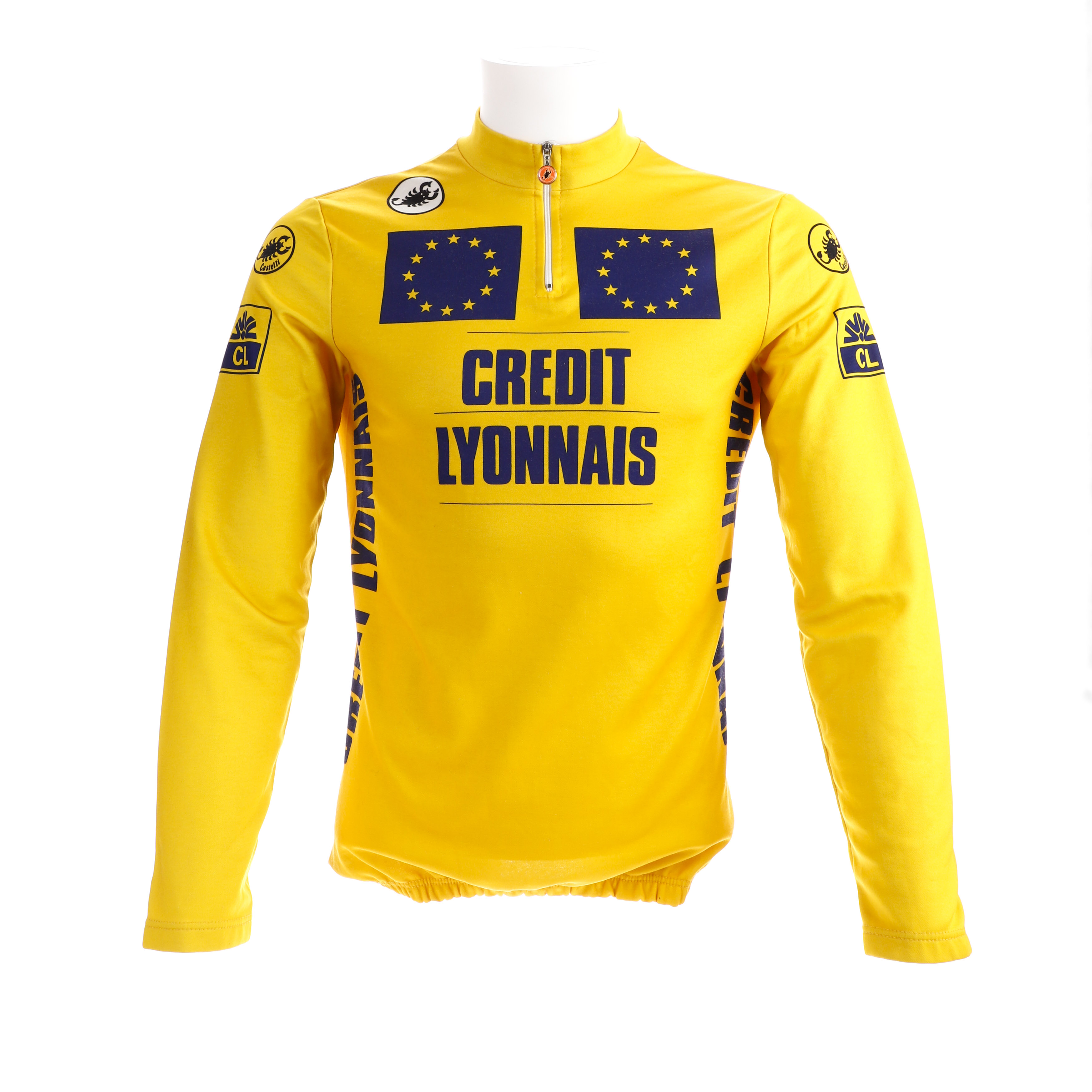
Gele trui gewonnen door Heidi Van De Vijver tijdens La Grande Boucle Féminine 1993 (collectie KOERS. Museum van de Wielersport)

## Erelijst[9]
1988
- Belgisch kampioene op de weg, Junioren

1989
- 48ste Wereldkampioenschap

1990
- 1e etappe Parijs-Bourges
- 50ste Wereldkampioenschap

1991
- 10de Wereldkampioenschap
- 2de Belgisch kampioenschap

1992
- Etappe Ronde van België
- Etappe TT Ronde van België
- Eindklassement Ronde van België
- 2e Ronde van de Europese Gemeenschap
- 3e Tour Féminin

1993
- Eindklassement  Ronde van de Europese Gemeenschap
- 1ste Tour de l'Aude Cycliste Féminin
- 3de Tour Cycliste Féminin
- 11de Wereldkampioenschap

1994
- Belgisch kampioene op de weg, Elite
- 4e Masters Féminin
- 25ste Wereldkampioenschap
- 25ste Wereldkampioenschap tijdrijden

1995
- Eindklassement Ronde van de Vendée
- 35ste Wereldkampioenschap
- 6de Tour Cycliste Féminin
- 1ste Kampioenschap van Vlaanderen
- 1ste Ronde van Zoetermeer
- 1ste Ronde Van Vlaanderen

1996
- Etappe Master Féminin
- 20e in Olympische Spelen, wegwedstrijd, Elite
- 15de Wereldkampioenschap

1997
- Etappe Tour de L'Aude
- 2e Eindklassement Trophee d'Or
- 3e Eindklassement Tour de L'Aude
- 14de Wereldkampioenschap

1998
- Belgisch kampioene op de weg, Elite
- Ritzege Tour d'Aquitaine
- 18de Wereldkampioenschap
- 18de Wereldkampioenschap tijdrijden
- 4de Eindklassement Holland Ladies Tour

1999
- Belgisch kampioene tijdrijden, Elite
- 3e Tour de L'Aude Cycliste Féminin
- 20ste Wereldkampioenschap
- 13de La Flèche Wallonne Féminine
- 7de Primavera Rosa

2000
- Belgisch kampioene tijdrijden, Elite
- Eindklassement Ronde van Mallorca
- 8e Olympische Spelen Sydney (Australië)
- 11de La Flèche Wallonne Féminine
- 7de Primavera Rosa

2001
- Belgisch kampioene tijdrijden, Elite
- 6e in Eindklassement UCI Road Women World Cup
- 6de La Flèche Wallonne Féminine
- 6de Primavera Rosa

2002
- 12de Wereldkampioenschap

2003
- 8ste Belgisch Kampioenschap op de weg